# Kostel svatého Štěpána Uherského (Matejovce)
Kostel svatého Štěpána Uherského je římskokatolický farní kostel nacházející se v Matejovcích, městské části města Poprad.

## Historie
Kostel svatého Štěpána Uherského byl postaven v 70. letech 13. století (první zmínka o obci pochází z roku 1251), první písemná zmínka o kostele je z roku 1287. Byl postaven jako raně gotická stavba v podobě jednolodí se čtvercovým presbytářem, věží orientovanou k západu a severní sakristií. V roce 1422 byl kostel přestavěn na dvoulodí zaklenuté na dvou opěrách.
V 18. století prošel kostel barokní přestavbou. Byly změněny fasády a zvětšena okna. Do západní části lodi byla vestavěna nová tribuna, věž byla zvýšena a na jižní straně byla přistavěna menší zděná předsíň.
V roce 2022 byla opravena věž kostela.